# Волков, Вячеслав Леонидович (актёр)
Вячеслав Леонидович Волков (25 февраля 1906; Царицын; Саратовская губерния, Российская империя — 18 февраля 1989; Ленинград, РСФСР, СССР) — советский актёр театра и кино, участник Великой Отечественной войны. 

## Биография
Родился 25 февраля 1906 года в Царицыно (Волгоград) Саратовской губернии в многодетной семье. Мать работала портнихой, отец служил приказчиком, долгие годы занимался торговой деятельностью. Во время Великой Отечественной войны он погиб. Кроме Вячеслава, в семье воспитывалось ещё двое сыновей и дочь.
Учился в единой трудовой школе, которую окончил в 1925 году, после чего сразу начал выступать на театральной сцене. Начал с передвижного театрального коллектива, ездил в разные города с выступлениями. С 1948 года служил в таких  театрах, как Ленинградский государственный театр имени Ленинского комсомола (Балтийский дом) и Ленинградский ТРАМ (Театр рабочей молодёжи). В 1929 году был призван в ряды РККА, проходил службу во втором Ленинградском полку связи. Во время Великой Отечественной войны ушёл на фронт добровольцем. В 1970 году вышел на пенсию. Начал кинематографическую карьеру с эпизода в 1933 году, сыграв в фильме «Частный случай». Всего снялся в 23-х кинокартинах. Последняя роль мужчины в зале суда была в фильме «Карпухин» 1972 года.
Ушёл из жизни 18 февраля 1989 года в Ленинградском доме ветеранов сцены им. М. Г. Савиной в Ленинграде.

### Личная жизнь
Был женат на учительнице 217-й ленинградской школы Елене Ефремовне Левицкой. После её смерти жил в Ленинградском доме ветеранов сцены им. М. Г. Савиной.

## Фильмография
- 1933 — Частный случай — эпизод
- 1934 — Чапаев — Елань
- 1935 — Подруги — рабочий
- 1937 — Большие крылья — второй пилот
- 1937 — Пугачёв — станичный старшина
- 1936 — Путешествие в Арзрум — Иванцов
- 1937 — Шахтёры — шахтёр на собрании
- 1938 — На границе — Трифонов-сын
- 1938 — Человек с ружьём — артиллерист
- 1940 — Переход — Мохов
- 1939 — Случай на полустанке — Андрей Бахманов
- 1940 — Шестьдесят дней — командир
- 1942 — Оборона Царицына — комендант сталинского поезда (1, 2 серия)
- 1948 — Драгоценные зёрна — колхозник
- 1955 — Овод — заключённый в тюрьме
- 1956 — Крутые горки — колхозник
- 1957 — Дорогой бессмертия — Сметонц
- 1958 — Город зажигает огни — горожанин
- 1959 — Ссора в Лукашах — колхозник
- 1960 — Балтийское небо — военный в штабе дивизии
- 1966 — Сегодня – новый аттракцион — работник цирка
- 1967 — Мятежная застава — рабочий
- 1972 — Карпухин — мужчина в зале суда

## Звания и награды
- Медаль «За оборону Ленинграда»[1]
- Медаль «За победу над Германией в Великой Отечественной войне 1941–1945гг.»[1]